# Eastbourne Borough F.C.
Eastbourne Borough FC là một câu lạc bộ bóng đá có trụ sở tại Eastbourne, East Sussex, Anh. Trực thuộc Sussex County Football Association, đội bóng hiện thi đấu tại Sussex County League National League South và có sân nhà ở Langney, Eastbourne.

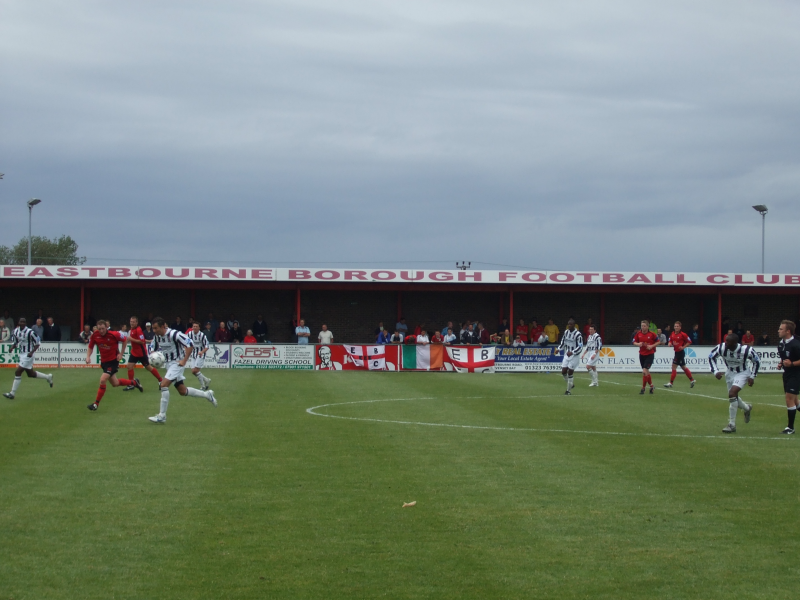
Eastbourne Borough chơi tại sân nhà trước Maidenhead United ngày 18 tháng 8 năm 2007

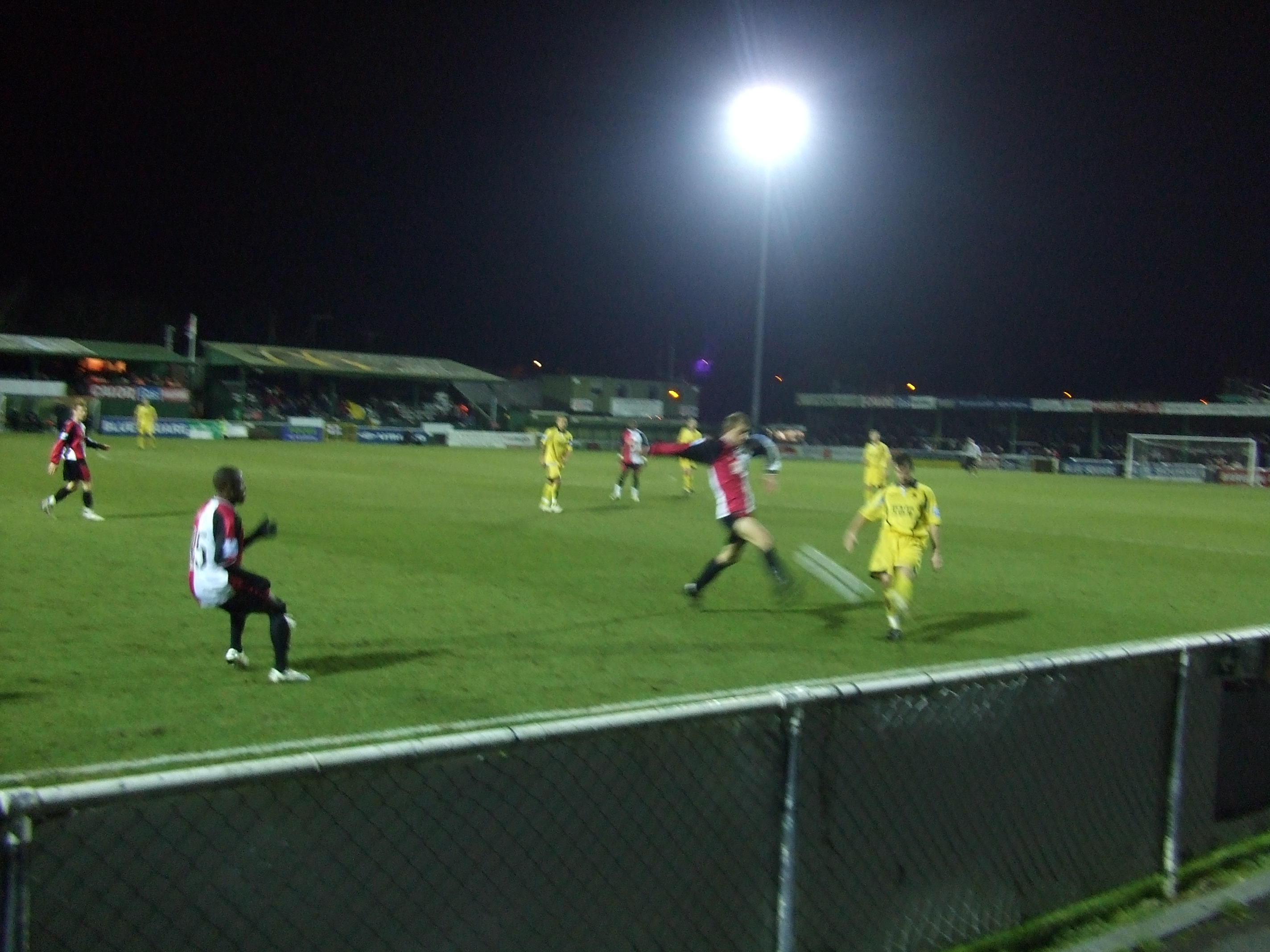
Eastbourne Borough làm khách trước Woking 27 tháng 1 năm 2009

## Danh hiệu
Thành tích trước năm 2001 dưới tên Langney Sports FC. Sau năm 2001 dưới tên Eastbourne Borough FC
| - Eastbourne & Hastings League: Nhà vô địch Premier Division mùa giải 1981/82 - Sussex County League: Nhà vô địch Division 1 mùa giải 1999/00 Nhà vô địch Division 2 mùa giải 1987/88 Nhà vô địch Division 3 mùa giải 1986/87 - Southern League: Á quân Eastern Division mùa giải 2002/03 - Conference South: Đội thắng trận Play-off (2) các mùa giải 2004/05, 2007/08 - Conference North/South Play-off Vòng chung kết Play-off (1) mùa giải 2004/05 | - Sussex Division 3 League Cup: Nhà vô địch mùa giải 1986/87 - Sussex County League Cup: Nhà vô địch mùa giải 1989/90 - Sussex Floodlight Cup: Vòng chung kết mùa giải 1997/98 - Roy Hayden Memorial Trophy/Sussex Community Shield: a Nhà vô địch (3) các mùa giải 2002, 2009, 2016 - Sussex Senior Challenge Cup: Nhà vô địch (3) các mùa giải 2001/02, 2008/09, 2015/16 Nhà vô địch (3) các mùa giải 1991/92, 2002/03, 2010/11 aChơi trước mùa giải giữa các đội vô địch Sussex Sussex County League và Sussex Senior Cup |

## Giải thưởng
- Câu lạc bộ Counties South của năm: 2000[8]
- Câu lạc bộ FA Community của năm: 2004, 2005, 2006, 2007, 2008, 2009[9][10]
- Câu lạc bộ FA Community South East Regional của năm: 2006, 2008[9]

## Thống kê

### Cầu thủ
- Cầu thủ ra sân nhiều nhất:

Darren Baker, 952 (1992–2013)
- Cầu thủ ghi bàn nhiều nhất:

Scott Ramsay, 135 (2002–2008)
- Cầu thủ ghi bàn nhiều nhất trong một mùa giải:

Scott Ramsay, 38 (2002–03)
- Cầu thủ ghi bàn nhiều nhất tại hạng đấu trong một mùa giải:

Scott Ramsay, 30 (2002–03)
- Cầu thủ đầu tiên chơi cho đội tuyển quốc gia khi còn ở câu lạc bộ:

James Walker chơi cho Antigua và Barbuda, tháng 9 năm 2012.
*Thống kê chỉ liệt kê những cầu thủ đã chơi cho câu lạc bộ mới County League (2000–), vì không có đủ dữ liệu về giai đoạn trước. 

### Câu lạc bộ
- Phí chuyển nhượng cao nhất đã nhận:

£25,000 từ Oxford United cho cầu thủ Yemi Odubade năm 2006
- Kỷ lục khán giả đến sân:

3,770 người trong trận đấu với Oxford United, Vòng 1 FA Cup,  ngày 5 tháng 11 năm 2005
- Kỷ lục khán giả đến xem hạng đấu:

3,108 người trong trận đấu với AFC Wimbledon, ngày 11 tháng 8 năm 2009
- Chiến thắng đậm nhất:

11–1 trước Crowborough, Tứ kết Sussex Senior Cup, ngày 13 tháng 1 năm 2009.
- Thất bại đậm nhất:

0–8 trước Sheppey United, Vòng sơ loại FA Vase, ngày 2 tháng 10 năm 1993.
- Thành tích tốt nhất tại Hạng đấu

Conference National: Xếp thứ 13 mùa giải 2008/09
- Conference League Cup:

Vòng bốn mùa giải 2007/08
- FA Cup:

Vòng một các mùa giải 2005/06, 2007/08, 2008/09, 2016/17, 2020/21
- FA Trophy:

Vòng ba các mùa giải 2001/02, 2002/03, 2004/05, 2010/11, 2021/22
- FA Vase:

Vòng hai các mùa giải 1990/91, 1991/92, 1997/98